# Discriminación de precios de tercer grado

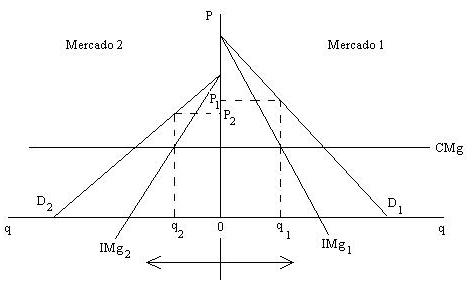
Si se supone por simplicidad un Costo marginal (CMg) constante, para que la ganancia sea máxima, el Ingreso marginal (IMg) tiene que ser igual al CMg; el monopolista que es capaz de discriminar entre dos clases de mercados, y desea maximizar las ganancias, debe cumplir la condición según la cual IMg1 = IMg2 = CMg. Por lo tanto, para maximizar las ganancias totales, el monopolista buscará establecer IMg = CMg en todos los mercados en los cuales venda.
Como se puede apreciar en la figura, para los compradores del mercado 2, el precio es más bajo debido a que tienen una curva de demanda más elástica para cualquier precio dado, o sea, el monopolista que practica este tipo de discriminación, venderá ese mismo producto o servicio a un precio mayor en el mercado que tiene una curva de demanda relativamente menos elástica.

La discriminación de precios de tercer grado corresponde al caso general de discriminación de precios y señala que el oferente divide el mercado en dos segmentos (caso teórico, aunque pueden existir n segmentos) y cotiza un precio distinto para los clientes de cada porción. Se debe señalar que diversos autores indican que cada uno de los mercados deben tener una curva de demanda con elasticidades precio diferentes.
El hecho de que la discriminación de precios de tercer grado sea conveniente o no para los intereses de la sociedad depende de la solución de mercado que se ofrezca como alternativa.  Si la alternativa consiste en que la empresa venda todo su producto a un mismo precio monopolístico elevado, esta discriminación puede ser preferible.